# 정혜결사문
《정혜결사문(定慧結社文)》은  고려의 승려 보조국사 지눌(知訥: 1158-1210)이 송광사(松廣寺)에서 수선사(修禪社)를 결성할 때 그 취지를 적은 글이다.
이 글에 의하면 지눌은 고려 명종 12년에 서울 보제사(普濟寺)의 담선법회(談禪法會)에서, 같이 수행하던 10여인과 정혜쌍수(定慧雙修)를 위한 결사(結社)를 거론하였다가 실패하였고, 동왕 18년(1188)에 다시 정혜사(定慧社)를 발기하여 2년 뒤에 뜻을 이루었다고 한다. 이 글에서 지눌은 정(定)과 혜(慧)를 함께 닦는 것이 어째서 불도의 요체인가를 밝혀 자기의 소신을 명백히 하였다.

## 문화재 지정
- 기장 고불사 권수정혜결사문 - 부산광역시 문화재자료 제111호
- 하동 청계사 권수정혜결사문 - 경상남도 유형문화재 제553호

## 참고 문헌
- 이 문서에는 다음커뮤니케이션(현 카카오)에서 GFDL 또는 CC-SA 라이선스로 배포한 글로벌 세계대백과사전의 내용을 기초로 작성된 글이 포함되어 있습니다.